# Iside, madre di Thutmose III (JE 37417)
La statua di Iside, madre di Thutmose III, è un'antica scultura egizia raffigurante la "Grande sposa reale" Iside (o Iset), madre del faraone Thutmose III, in granito nero, conservata al Museo egizio del Cairo.
Questa scultura sofisticata della regina-madre Iside fu dedicata dal figlio, re Thutmose III, al Grande tempio di Amon-Ra a Karnak. Iside è ritratta in una posa classica per l'arte egizia, con le mani adagiate sulle gambe e uno scettro floreale nella mano sinistra, il capo sormontato da una pesante parrucca tripartita con lunghe trecce d'uguale lunghezza e quest'ultima terminante a sua volta con una base cilindrica e dorata cui erano applicate, un tempo, due alte piume (tuttora visibili, sulla sua fronte, i due urei, cioè il cobra e l'avvoltoio del Basso e Alto Egitto incoronati con le corone delle Due Terre). La donna indossa anche un grande pettorale e due bracciali. I suoi piedi posano su una base incorporata al trono, sul quale è scritto: